# Jules Soccal
	Pierre Marie Jules Soccal (ur. 10 sierpnia 1907 w Monako, zm. 11 stycznia 1976 tamże) – monakijski żeglarz, olimpijczyk.
Uczestnik Letnich Igrzysk Olimpijskich 1960. Wystartował w klasie Dragon na łodzi Damoiselle IV (skład zespołu: Gérard Battaglia, Jean-Pierre Crovetto, Jules Soccal). Z dorobkiem 1279 punktów zajęli 23. pozycję wśród 27 załóg.
Brał udział w Igrzyskach Śródziemnomorskich 1955, jednak bez zdobyczy medalowych. Szef delegacji Monako podczas Igrzysk Śródziemnomorskich 1963, na których Monakijczycy zdobyli swój pierwszy medal w imprezie międzynarodowej tej rangi (brąz w żeglarstwie).